# Força Conjunta de Proteção de Darfur
A Força Conjunta de Proteção de Darfur (em inglês:  Darfur Joint Protection Force), ou mais simplesmente Força Conjunta de Darfur, é uma força neutra de manutenção da paz que foi criada durante a Batalha de El Fasher para proteger civis no decorrer da Guerra do Sudão de 2023. Foi formada em 27 de abril de 2023 por quatro ex-grupos rebeldes e signatários do Acordo de Paz de Juba. Os grupos participantes são o Movimento de Libertação do Sudão-Minawi, o Movimento Justiça e Igualdade, a Aliança Sudanesa e a Reunião das Forças de Libertação do Sudão. Atualmente é liderada pelo Governador da Região de Darfur, Minni Minnawi.
A Força Conjunta tem sido criticada pela sua incompetência em garantir a segurança dos civis em Darfur. De acordo com o major Ahmed Hussein Mustafa, chefe do comité de comunicação social da força conjunta, as capacidades limitadas e o apoio logístico da força impediram-na de deslocar forças para todo o Darfur.  A força também foi acusada de não chegar a tempo após os residentes terem sido mortos ou de nem mesmo aparecer.
A partir de 29 de Agosto, a Força Conjunta controla as estradas que ligam o Norte e o Oeste do Cordofão a Darfur.